# Петри, Дёрдь
Дёрдь Петри (венг. Petri György, 22 декабря 1943, Будапешт — 16 июля 2000, там же) — венгерский поэт, переводчик и журналист.

## Биография
Из еврейской семьи. После смерти отца воспитывался матерью и тетками. Стихи начал писать с 11-12 лет, ранние вещи не сохранились. Работал санитаром в психиатрической клинике, собираясь стать психиатром. С 1966 учился философии в Будапештском университете, диплома не получил. Среди его преподавателей были Дьёрдь Лукач и Дьёрдь Маркуш.
В 1975—1988 публиковал стихи и статьи только в самиздате, занимался переводами (Мольер). Выступал как сценарист, несколько раз снялся в кино как актёр ( Архивная копия от 14 марта 2016 на Wayback Machine). В 1981—1985 был одним из редакторов оппозиционно-демократической газеты Beszélő (Собеседник), позднее был связан с Альянсом свободных демократов, выдвигался от них кандидатом в депутаты парламента, но в 1994 порвал с партией из-за её союза с социалистами и больше не участвовал в политической жизни. В 1989—2000 издавал газету Holmi (Пожитки). В 1998 у него был обнаружен рак, от которого он через два года и умер. После смерти издательство Magvető выпустило собрание его сочинений в 4-х томах (2003—2007). Среди переводчиков его стихов были Данило Киш, Джордж Сиртеш, Ханс-Хеннинг Петцке.

## Произведения
- 1971: Объяснения для М./Magyarázatok M. számára
- 1974: Парафраз падения/Körülírt zuhanás
- 1981: Вечный понедельник/Örökhétfő
- 1984: Снежок в руке/ 'Hólabda a kézben
- 1985: Azt hiszik
- 1989: Valahol megvan
- 1989: То, что никуда не вошло/Ami kimaradt
- 1990: Нечто неизвестное/Valami ismeretlen
- 1992: Грязь/Sár
- 1999: Как можно дольше/Amíg lehet

## Публикации на русском языке
- http://magazines.gorky.media/inostran/1998/10/petri.html Архивная копия от 10 ноября 2012 на Wayback Machine (венг.), (англ.)